# Kazimierz Krukowski

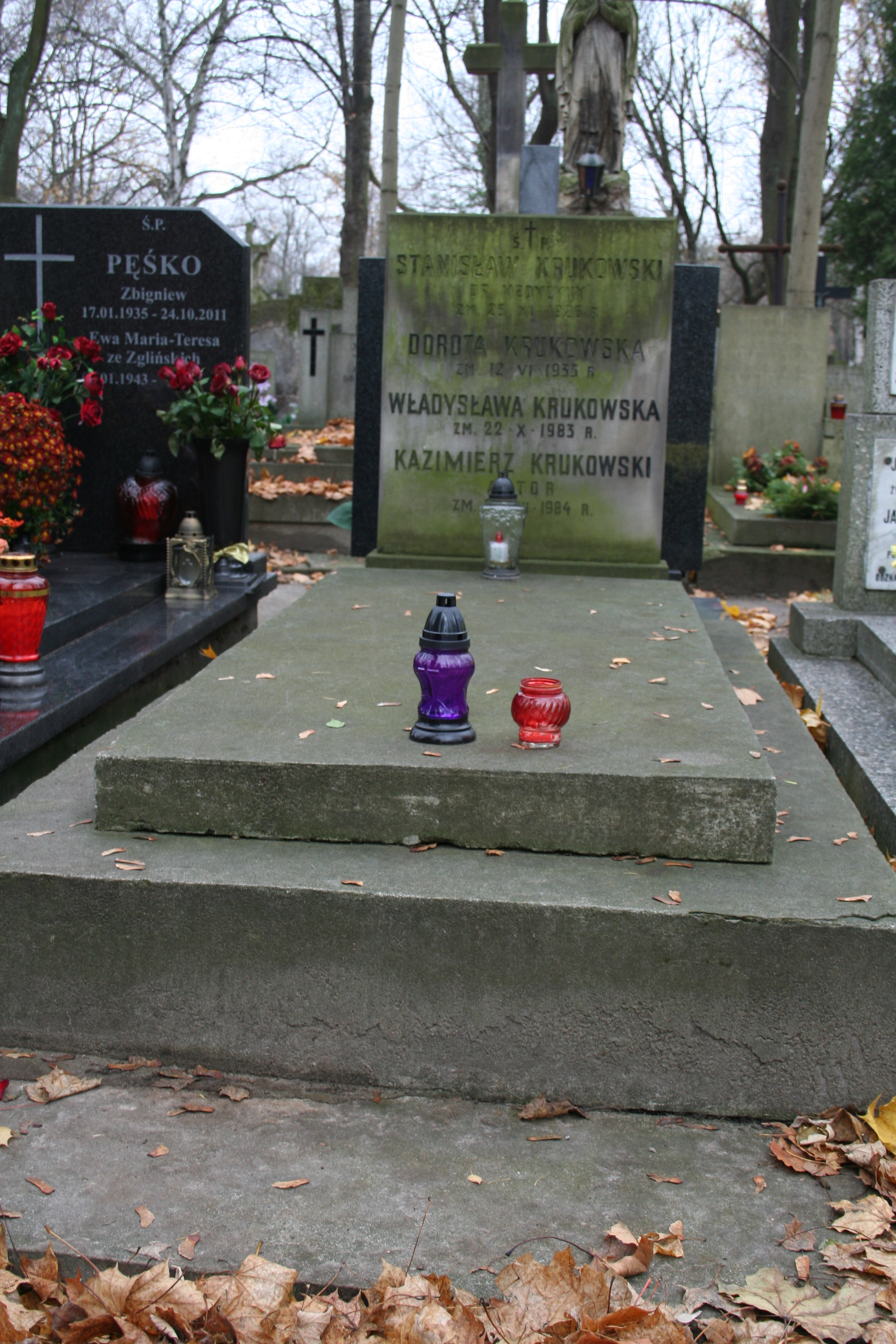
Tumba de Krukowski y su esposa en el Cementerio Powązki

Kazimierz Krukowski (2 de febrero de 1901 — 24 de diciembre de 1984) fue un actor cinematográfico y de cabaret, además de escritor, de nacionalidad polaca. Fue también conocido por el nombre artístico de Lopek.

## Biografía
Su verdadero nombre era Kazimierz Zawisza, y nació en Lodz, Polonia. Fue intérprete de canciones y monólogos escritos por famosos poetas y compositores, entre ellos Marian Hemar, Jerzy Jurandot, Antoni Słonimski, Julian Tuwim y Andrzej Włast. Actuó en su primera película Ziemia obiecana, en 1927, formando parte junto a Adolf Dymsza del dúo cómico "Lopek i Florek". Ambos actores rodaron varias películas juntos, entre ellas Janko Muzykant; Ułani, ułani, chłopcy malowani, y Co mój mąż robi w nocy?. Otra de sus cintas destacadas fue la producción de 1935 ABC miłości.
Su primo, Julian Tuwim, le llevó a actuar al cabaret Qui Pro Quo. También actuó en otros cabarets  y teatros, entre los cuales se encontraban Morskie Oko, Banda, Cyganeria, Cyrulik Warszawski, Wielka Rewia, y el Ali Baba, local fundado por él mismo en 1939.
Durante la Segunda Guerra Mundial, actuó en uno de los cabarets del gueto de Varsovia. Además, luchó en la Unión Soviética, y más adelante vivió en el Reino Unido, Estados Unidos y Argentina, donde dirigió el teatro El Nacional.
Kazimierz Krukowski falleció en Varsovia en 1984. Fue enterrado en el Cementerio Powązki de Varsovia.

## Libros
Krukowski fue autor de muchos libros y textos, canciones de cabaret, y ensayos satíricos. Entre sus obras figuran Mała antologia kabaretu, Z Melpomeną na emigracji y Moja Warszawka.